# Limonina
La limonina è un limonoide che si trova nei semi di arancio e limone. È una sostanza amara e si presenta sotto forma di polvere bianca e cristallina.

## Presenza in natura
La limonina è molto presente negli agrumi e si trova spesso a concentrazioni più elevate nei semi, ad esempio semi di arancia e limone e in piante come quelle del genere Dictamnus.

### Negli agrumi
La limonina e altri composti limonoidi contribuiscono al gusto amaro di alcuni prodotti alimentari di agrumi. I ricercatori hanno proposto la rimozione di limonoidi dal succo d'arancia e altri prodotti attraverso l'uso di film polimerici.

## Bioattività e ricerca
Programmi di ricerca in corso stanno esaminando gli effetti della limonina nelle malattie umane. Secondo quanto riferito, gli estratti di semi di agrumi hanno proprietà antivirali, inibendo la replicazione di retrovirus come l'HIV-1 e l'HTLV-I.Sono stati anche descritti effetti neuroprotettivi della limonina. La limonina riduce la proliferazione delle cellule tumorali del colon ed è stata testata come agente anti-obesità nei topi.